# Theridion yuma
Theridion yuma là một loài nhện trong họ Theridiidae.
Loài này thuộc chi Theridion. Theridion yuma được Herbert Walter Levi miêu tả năm 1963.